# Heptanthura phuket
Heptanthura phuket är en kräftdjursart som beskrevs av Brian Frederick Kensley och Marilyn Schotte 2000. Heptanthura phuket ingår i släktet Heptanthura och familjen Expanathuridae. Inga underarter finns listade i Catalogue of Life.